# Восстание белых шаперонов
Восстание белых шаперонов — восстание жителей Гента в 1382 году. Это восстание являлось продолжением восстания во Фландрии 1379 года. Причина этого восстания — произвол городского патрициата, державшего в своих руках все сферы экономической жизни города. Знаком принадлежности к повстанцам было ношение в качестве головного убора шаперона белого цвета.

## Предыстория
В 1379 году Фландрия восстала из-за одного инцидента, связанного с особенностями её географии. Брюгге в то время был весьма посредственным портом, который не мог обойтись без поддержки более крупного портового города — Слёйса. Перевозки из Брюгге осуществлялись в основном сухим путём, так как речка Рейе была слишком мала для этой цели. Из-за своих слабых торговых связей Брюгге едва ли мог удовлетворить потребности такого крупного города как Гент. С того времени как Фландрия пожелала себе независимости, она должна была реорганизовывать свою инфраструктуру, чтобы не зависеть от крупных французских городов и брабантского Антверпена, расположенного на крупной торговой артерии — Шельде — и находившегося на пути сбыта фламандских товаров. По этой причине Брабант немало обогатился за счёт Фландрии.
Граф Фландрии Людовик Мальский, чтобы предоставить фламандцам выход к морю, разрешил жителям Брюгге прорыть канал между реками Рейе и Лис. При таком положении фламандская торговля могла бы направиться в обход Антверпена, но, вместе с тем, брюггцы могли бы соперничать с гентцами в торговле и значительно сократить зону торгового влияния последних. Чтобы этому воспрепятствовать, гентцы, во главе со своим собратом Яном Юнсом, с лопатами и заступами отправились разрушать уже практически полностью выкопанный канал. К лодочникам примкнули ткачи, и канал был засыпан.
Этот инцидент дал толчок к восстанию против власти, хотя саму ситуацию с каналом вскоре забыли. Ткачи восстали против графа Людовика и делового патрициата. К гентским ткачам, забыв былые обиды, примкнули ткачи Брюгге и Ипра. Было создано некое подобие народного правительства. Набралось войско, которое двинулось на Ауденарде, где собралось много бюргеров, и осадило город. Людовик Мальский вступил в переговоры, обещая горожанам подтвердить их муниципальные вольности. На том и пришли к соглашению, и к концу 1379 года ситуация, казалось, была разрешена.
Во время зимнего перемирия жители Брюгге решили, что они не имеют никакого отношения к распрям своих соперников гентцев и что они вступили в союз с ними необдуманно. Решили, что гентцы вступили с ними в союз только ради собственной выгоды и совсем не думали в это время о Брюгге. Значит, нужно расторгнуть союз с ними, что и было сделано. Гент остался один на один с графом Людовиком.

## Ход восстания

### Филипп ван Артевельде
В таком незавидном положении, при плохом снабжении города, безработице и постоянной угрозе нападения армии графа, гентцы, чтобы хоть как-то спасти положение, в 1381 году избрали своим капитаном Филиппа ван Артевельде, сына знаменитого фламандского героя. Артевельде удалось сплотить жителей города и придать восстанию чётко определённую цель: установить в городе полную демократию.
Артевельде наладил контакты с Англией, чтобы обеспечить непрерывное снабжение шерстью. Но первой и главной целью гентского капитана стало ослабление вражды между фламандскими городами: несмотря на то, что у Гента, Брюгге и Ипра были разные внешние интересы, все они, в сущности, страдали от одного и того же — от произвола богачей и от отсутствия рынков сбыта.
Но почему от отсутствия рынков сбыта страдают именно фламандцы, а не бельгийцы, никто особо не задумывался. Поэтому все требования восставших ремесленников заключались только в предоставлении привилегий, прав и вольностей. На самом же деле проблема заключалась в том, что в описываемое время на первые позиции вышла инициатива создать цеха вольных ремесленников в деревнях. Сельская ремесленная продукция заняла лидирующие позиции на рынках, отставив городскую на второй план. Артевельде же думал улучшить положение, объединив ради общего дела соперничающие цеха города, переживавшие не лучшие времена, но не слишком преуспел в этом деле.
В январе 1382 году гентцы назначили Артевельде капитаном коммуны. 3 мая капитан вторгся в Брюгге, где в то время находился Людовик Мальский, во время процессии Святой Крови — поклонения священной реликвии, привезённой из Иерусалима в XII веке. Брюггцы не оставили охраны у ворот, и Артевельде смог беспрепятственно занять город. Никто не смог дать отпор, а графу удалось спастись бегством — он пересёк городские рвы вплавь, чтобы не быть схваченным у ворот.